# Les oiseaux ne sont pas réels

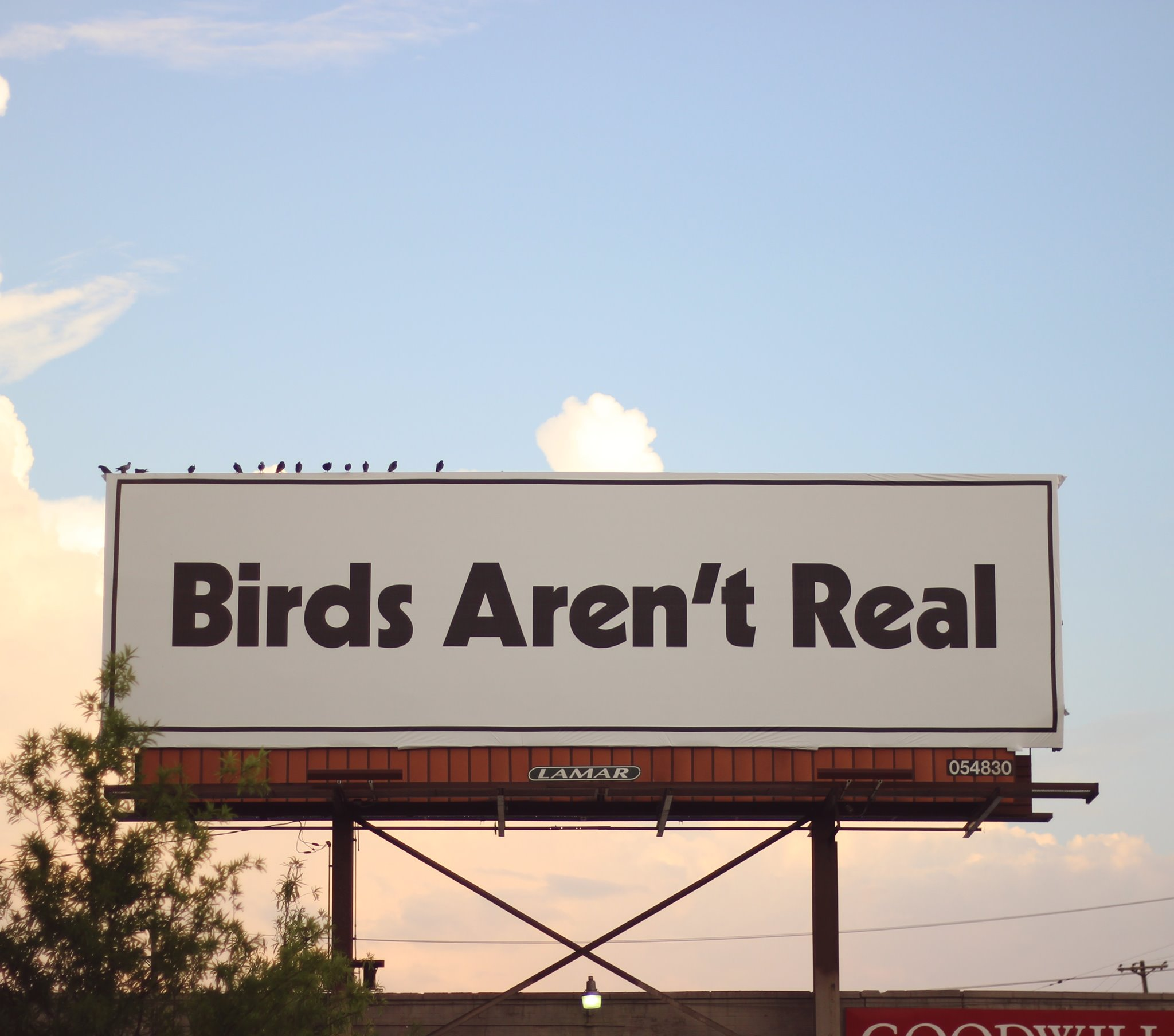
Panneau d'affichage à Memphis, dans le Tennessee, en 2019.

Les oiseaux ne sont pas réels (en anglais : Birds Aren't Real) est une parodie de théorie du complot affirmant que les oiseaux seraient en fait des drones exploités par le gouvernement des États-Unis dans le but d'espionner ses concitoyens,,,,. En 2018, la journaliste Rachel Roberts décrit « Les oiseaux ne sont pas réels » comme « une blague à laquelle des milliers de personnes participent ».

## Contexte

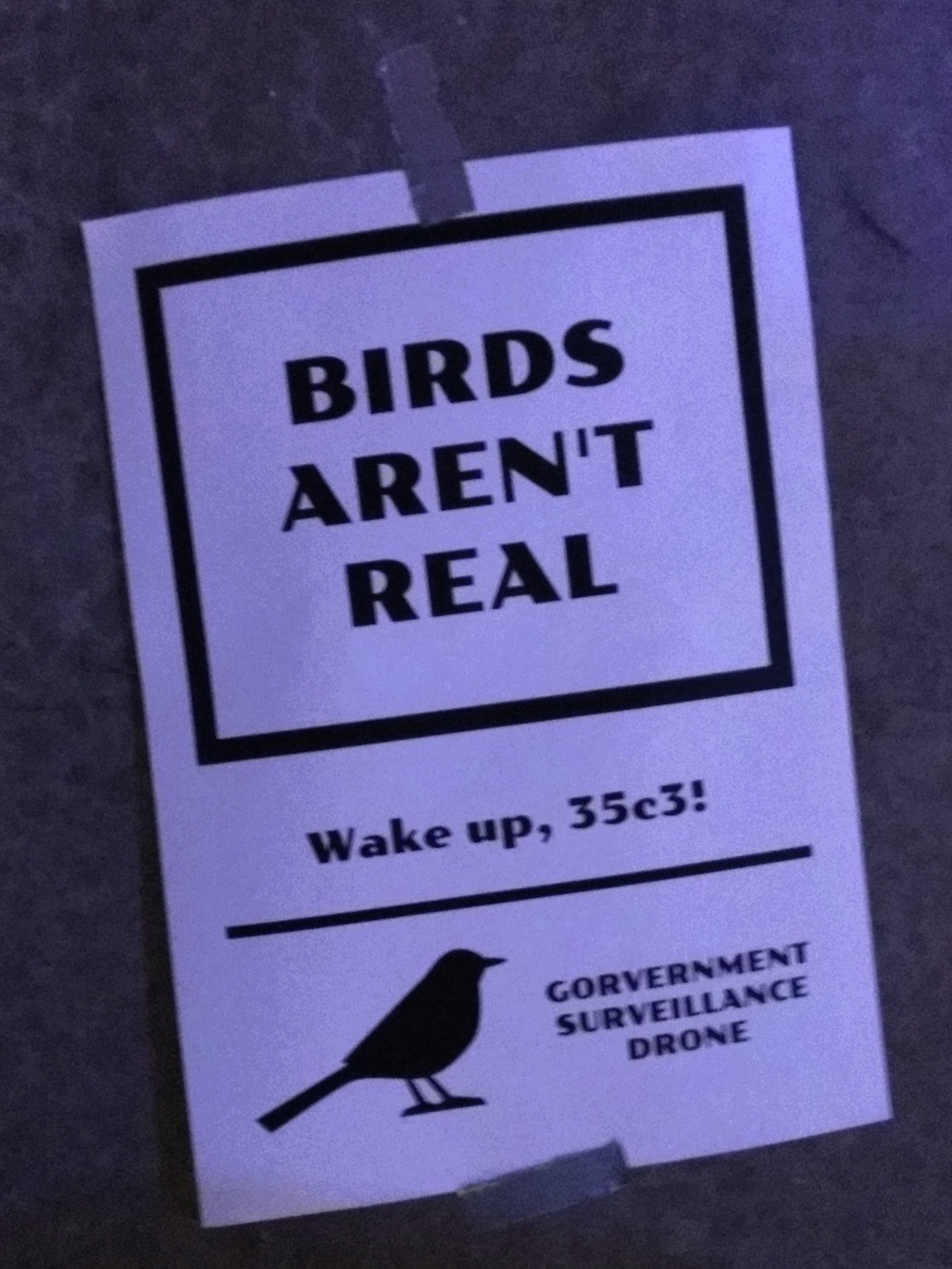
Affiche inspirée du mouvement lors de la conférence du 35e Chaos Communication Congress à Leipzig en décembre 2018.

Peter McIndoe crée la parodie de théorie du complot « sur un coup de tête » en janvier 2017. C'est après avoir vu une manifestation pro-Trump lors de la Marche des femmes de 2017 à Memphis, dans le Tennessee, qu'il écrit sur une affiche : « Birds Aren't Real » comme une « blague spontanée » et improvise une théorie du complot parmi les contre-manifestants. C'est une vidéo virale de lui pendant cette marche qui déclenche le mouvement satirique,. En 2017, il poste sur Facebook : « J'ai lancé un mouvement satirique il y a quelques mois, et il semble que les gens sur Instagram ont l'air de beaucoup l'apprécier ». Plus tard, il dénonce un message, affirmant que la théorie avait été écrite par un employé de Facebook licencié depuis, et n'a admis qu'en 2021 qu'il ne croyait pas vraiment à ce complot.
Le mouvement soutient qu'aux États-Unis, entre 1959 et 1971, tous les oiseaux ont été exterminés par le gouvernement fédéral puis remplacés par des drones à des fins d'espionnage de ses concitoyens ; les détails de ces théories ne sont pas toujours cohérents, à l'instar des véritables théories du complot. On y prétend que les oiseaux se posent sur les lignes électriques pour se recharger, qu'ils défèquent sur les voitures en guise de méthode de pistage et que le président américain John F. Kennedy a été assassiné par le gouvernement en raison de sa réticence à tuer tous les oiseaux,.

## Partisans

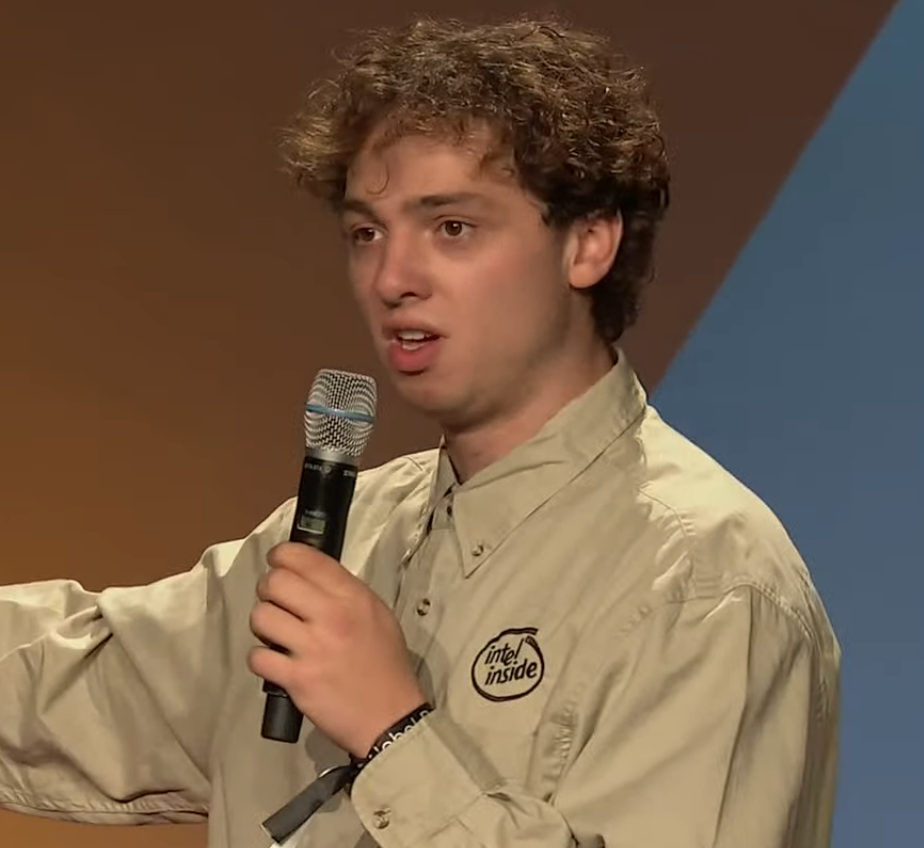
Peter McIndoe, créateur du mouvement, au Nobel Prize Summit à Washington en mai 2023, sur le thème Truth, Trust and Hope.

Certains manifestants ont brandi des pancartes mentionnant « Les oiseaux ne sont pas réels » ainsi que des slogans similaires. En 2019, un panneau d'affichage indiquant « Birds Aren't Real » est installé à Memphis, dans le Tennessee En 2021, certains supporters manifestent devant le siège social de Twitter à San Francisco pour exiger que l'entreprise change son logo (d'oiseau). En 2021, MSNBC déclare que le mouvement compte des centaines de milliers de membres.

## Apparitions dans les médias
McIndoe fait plusieurs apparitions dans les media et assure la promotion du mouvement Birds Are not Real lors de plusieurs interviews. En 2021, il déclare qu'il travaille à plein temps comme porte-parole du mouvement, gagnant de l'argent grâce à la vente de marchandises.
Dans une interview de 2019 avec WREG-TV, McIndoe utilise un faux équilibre pour promouvoir Birds Aren't Real, disant qu'il est offensé par une question s'agissant de savoir si le mouvement est satirique ou non, car une telle question ne serait pas posée aux partisans de l'opinion adverse (que les oiseaux sont réels). Le 6 janvier 2022, McIndoe vomit en direct lors d'une interview télévisée sur WGN9 basé à Chicago. Adweek qualifie la scène d'« évident canular », et McIndoe la qualifie quant à lui de « coup d'éclat ».
En janvier 2022, McIndoe apparait dans un documentaire du magazine Vice sur le mouvement, donnant sa première interview en dehors de son personnage aux médias. En mai 2022, il est interviewé par 60 Minutes. Il commence l'entretien en jouant son personnage, mais cesse ensuite la comédie et décrit la motivation à l'origine de la création du mouvement satirique : « Il s'agit donc de prendre ce concept de désinformation et d'essayer de construire un petit espace sûr pour s'y retrouver et en rire, plutôt que d'en être effrayé. Et accepter la folie de tout cela et être, l'espace d'un instant, un des oiseaux de mauvais augure en ces temps où tout est si fou,. »

## Publications
- (en) Peter McIndoe et Connor Gaydos, Birds Aren't Real : The True Story of Mass Avian Murder and the Largest Surveillance Campaign in US History, New York, St. Martin's Press, 2024, XV-254 p. (ISBN 978-1-250-28889-9 et 978-1-250-28890-5, lire en ligne).